# 帕尔赛莱潘
帕尔赛莱潘（法語：Parçay-les-Pins，法語發音：[paʁsɛ le pɛ̃] ⓘ）是法国曼恩-卢瓦尔省的一个旧市镇，属于索米尔区。2016年12月15日，帕尔赛莱潘和相邻的另外13个市镇合并为新市镇努瓦扬维拉日（Noyant-Villages）。

## 地理
帕尔赛莱潘（47°26'14"N, 0°9'33"E）面积27.85 平方千米，位于法国卢瓦尔河地区大区曼恩-卢瓦尔省，该省份为法国西部内陆省份，大致对应安茹地区，北起顺时针与马耶讷省、萨尔特省、安德尔-卢瓦尔省、维埃纳省、德塞夫勒省、旺代省、大西洋卢瓦尔省和伊勒-维莱讷省接壤。
与帕尔赛莱潘接壤的市镇（或旧市镇、城区）包括：日泽、里耶、布雷伊、库尔莱翁、利尼耶尔布通、梅翁、拉佩勒里讷、韦尔努瓦勒富里耶。
帕尔赛莱潘的时区为UTC+01:00、UTC+02:00（夏令时）。

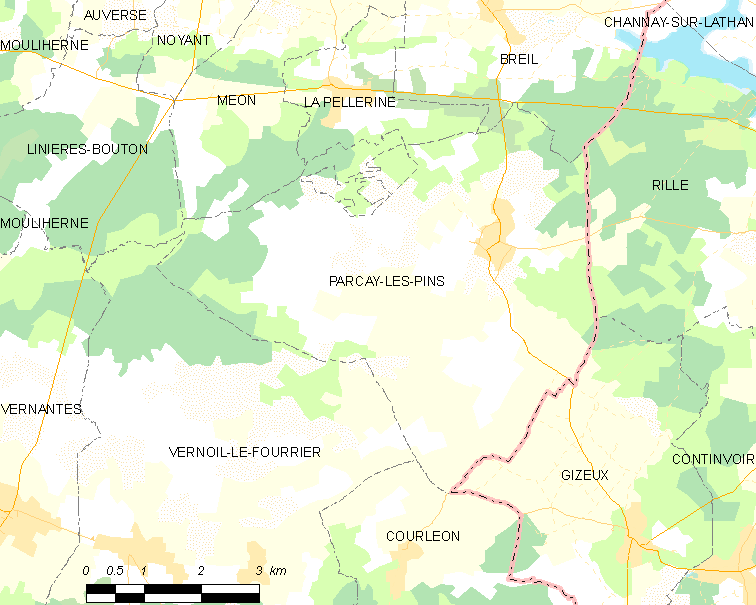
帕尔赛莱潘的OSM定位图

## 行政
帕尔赛莱潘的邮政编码为49390，INSEE市镇编码为49234。

## 政治
帕尔赛莱潘所属的省级选区为安茹地区博福尔县。

## 人口

1962-2008年间帕尔赛莱潘人口变化图示

帕尔赛莱潘于2018年1月1日时的人口数量为817人。